# Cytosin
Cytosin är en av kvävebaserna som ingår i de nukleotider som bygger upp DNA och RNA. Liksom tymin och uracil är det en pyrimidin och består av en ring av kol- och kväve-atomer. 
I DNA och RNA binder sig cytosin via tre vätebindningar till den komplementerande basen guanin.
I RNA förenas cytosin med ribos och bildar nukleosiden cytidin. I DNA är cytosin på motsvarande sätt förenat med deoxiribos till nukleosiden deoxicytidin.